# Claas

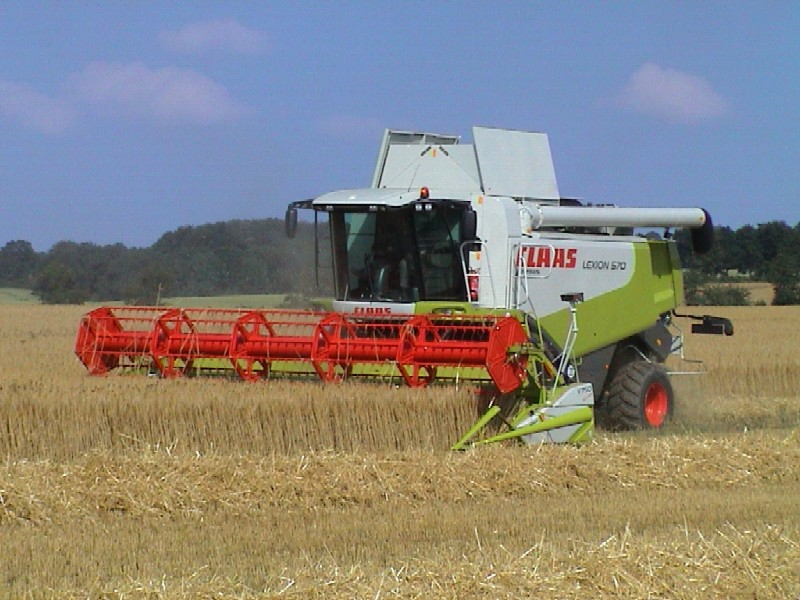
Combină de cereale de tip Claas la recoltarea ovăzului

Claas este o companie germană producătoare de utilaje agricole.
A fost înființată în anul 1913 și are afaceri de 3,3 miliarde euro la nivel mondial.

## Claas în România
Claas este prezentă și în România unde în anul 2011 a vândut 160 de tractoare și 196 de combine în valoare de 48,5 milioane euro, adică 8,6% din totalul vânzărilor din regiune.